# Essai (rugby à XIII)
Pour les articles homonymes, voir essai (homonymie).

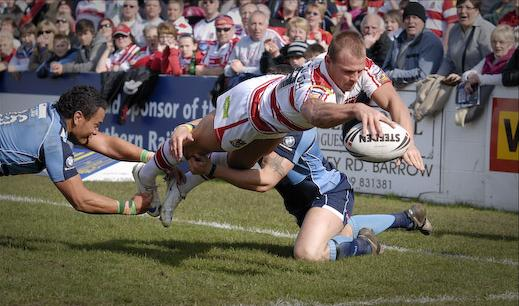
Un joueur plongeant pour marquer un essai.

Au rugby à XIII, un essai est l'action de jeu consistant à aplatir le ballon dans l'en-but adverse. Cette action permet de marquer quatre points en vue de l'attribution de la victoire dans un match, et de tenter une transformation, valant deux points supplémentaires. 
Techniquement, un essai est accordé lorsqu'un attaquant exerce une pression sur le ballon de haut en bas dans l'en-but adverse en contact direct avec le sol avec toute partie du corps située entre le cou et la ceinture.

## Valeur
Jusqu'en 1983, un essai valait trois points, depuis il vaut quatre points.

### Essai de pénalité
Lorsqu'une équipe sur le point de marquer un essai est empêchée par une faute d'anti-jeu de l'adversaire, l'arbitre peut décider d'accorder un essai de pénalité. L'essai est alors accordé entre les poteaux.

## Transformation
La tentative de transformation est faite depuis un point en arrière de l'endroit où l'essai a été marqué. La ligne entre l'endroit où l'essai a été marqué et le lieu de tentative de transformation est une parallèle à la ligne de touche.
Toutes les transformations sont des coups de pied « tombés  » ou des coups de pied le ballon posé à terre, et rapportent deux points en cas de réussite. 